# Nimoreni
Nimoreni est une commune de Moldavie, située dans le raion de Ialoveni.